# Badu Island
Badu Island är en ö i Australien. Den ligger i delstaten Queensland, omkring 2 200 kilometer nordväst om delstatshuvudstaden Brisbane. Arean är 103 kvadratkilometer. Den sträcker sig 13,5 kilometer i nord-sydlig riktning, och 11,8 kilometer i öst-västlig riktning.
Omgivningarna runt Badu Island är en mosaik av jordbruksmark och naturlig växtlighet. Runt Badu Island är det mycket glesbefolkat, med 5 invånare per kvadratkilometer. Savannklimat råder i trakten. Genomsnittlig årsnederbörd är 1 737 millimeter. Den regnigaste månaden är januari, med i genomsnitt 465 mm nederbörd, och den torraste är september, med 2 mm nederbörd.